# From Silence to Sorcery
From Silence to Sorcery est un album de John Zorn sorti en 2007 sur le label Tzadik dans la série Composer consacrée à la musique classique contemporaine. Il comprend trois compositions de John Zorn : Goetia (2002) pour violon solo, Gris-Gris (2000) pour 13 tambours accordés, Shibboleth (1997), pour clavecin, cordes et percussion, dédié à Paul Celan.

## Titres
|       | Goetia (Eight Incantations For Solo Violin) | 13:51 |
| 1.    | I                                           | 0:57  |
| 2.    | II                                          | 2:46  |
| 3.    | III                                         | 1:07  |
| 4.    | IV                                          | 1:42  |
| 5.    | V                                           | 1:12  |
| 6.    | VI                                          | 1:54  |
| 7.    | VII                                         | 2:53  |
| 8.    | VIII                                        | 1:20  |
|       | -                                           |       |
| 9.    | Gris-Gris                                   | 9:41  |
| 10.   | Shibboleth (For Paul Celan)                 | 12:37 |
| 50:00 |                                             |       |

## Personnel
- Jennifer Choi - violon
- Brad Lubman - chef d'orchestre
- Lois Martin - alto
- Fred Sherry - violoncelle
- William Winant - tambour, percussion
- Steve Drury - clavecin